# ムトゥリク
ムトゥリク（バスク語: Mutriku）またはモトリコ（スペイン語: Motrico）は、スペイン・バスク州ギプスコア県のムニシピオ（基礎自治体）。公式名はバスク語のMutriku。世界初の防波堤設置型波力発電所であるムトゥリク波力発電所がビスケー湾に立地している。

## 名称
町の名称にはふたつの異なる綴り方がある。Motrico（モトリコ）は伝統的な綴り方であり、13世紀から1980年まで公式名だった。Mutriku（ムトゥリク）は標準バスク語の綴り方であり、自治体議会の決定により1980年に公式名となった。1989年にはMutrikuが国家官報(BOE)によって承認された唯一の名称となったことで、公文書に加えて、バスク語とスペイン語を問わずバスク地方中のメディアがMutrikuという表記を使用している。
町の名称の語源は白熱する議論の対象となっている。1209年の設立勅許はMotriko（モトリコ、6文字目はcではなくk）という名称に言及しているが、建設時やそれ以前にモトリコ/ムトゥリクという名称が使用されていたかどうか定かではない。

## 地理
ギプスコア県の北西角に位置している。市街地中心部から約2km西にはギプスコア県とビスカヤ県の境界があり、県境を挟んでビスカヤ県側にはオンダロアの町がある。ビスケー湾に面した海岸部はとても荒々しい岩壁を持ち、海岸は干潮時に海水浴場や釣り場となる。東に隣接するデバにはデバ川の河口が、西に隣接するオンダロアにはアルティバイ川の河口があり、デバ河口の暗色土の海岸はオンダルベルツ（バスク語で黒い土）と呼ばれるが、一方のアルティバイ河口は明るい黄土色の土を持つ。約5km離れた両河川の河口から等距離にムトゥリクの町があり、海岸は天然の港となっている。
ムトゥリク港周辺には中世風の建物が点在し、港からは町全体を見渡すことができる。人口の95%は市街地に住んでいる。市街地以外には、アスティガリビア（2014年の人口41人、以下同様）、アルツァイン・エレカ（6人）、ガルドナ（88人）、イビリ（45人）、ラランガ（159人）、ミホア（183人）、ミスキア（5人）、オラバリエタ（20人）、オラツ（44人）、ウラサメンディク（6人）の10の集落がある。
アルノ山はムトゥリクの自治体域を超えて山体を広げている。アルノ山はオークの森林や天然の針葉樹林を持つ石灰岩の塊である。ムトゥリクの地形は起伏が激しく、急峻な斜面や狭い谷が海岸線近くに迫っている。

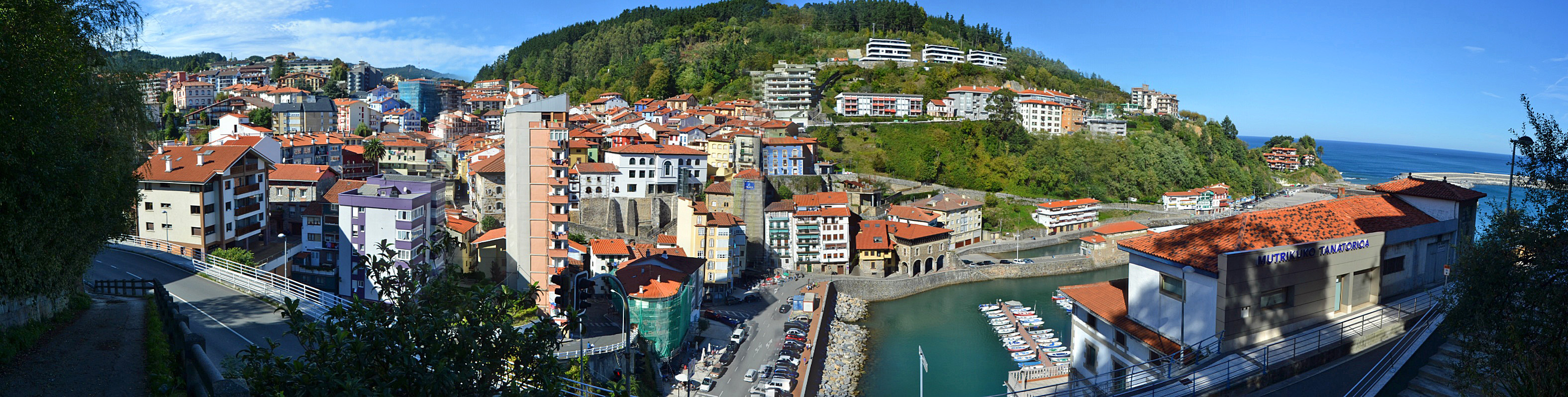
街並みのパノラマ

## 歴史

### 先史時代
この地域には旧石器時代から人類が居住していたことが、ジェンティレチェア2とイルロイン・ランガチョの洞窟から明らかとなっている。

### 中世
1209年9月1日にはカスティーリャ王アルフォンソ8世によってムトゥリクの町が建設され、「町」の称号が与えられた。町の防衛のために市壁を建設する権利も与えられ、市壁の一部は今日のムトゥリクの町でも見ることができる。中世の町は急速に発展し、貴族・商人・軍人などの階級に属する家庭が、塔のある邸宅や宮殿を築いた。1553年の火災では町の大部分が破壊され、石造の家は残ったが、木造の家は焼失した。

### 近代
19世紀末、エンジニアのエバリスト・デ・チュルカがムトゥリク港のための新しいドックを設計した。エバリスト・デ・チュルカはビルバオ河口でネルビオン川の運河化を推進した人物である。時が経つにつれて当初のデザインの問題が明らかとなったため、20世紀半ばには波の問題を修正するためにラモン・イリバレン・カバニーリェスがドックに改良を加えた。

### 現代
20世紀末には漁業が衰退し、代替産業として観光業への注目が増した。船舶の入港と安定性の問題を解決するため、またビスケー湾の海岸に興味を持つ観光客を引き付けるために、古い港の外側に新たな防波堤が建設された。2011年にはこの新しい防波堤にムトゥリク波力発電所が建設されている。21世紀には中世建築が残る旧市街の深刻な交通渋滞を緩和するために、ムトゥリク港に直接アクセスできる道路の建設が行われた。また、東のデバからムトゥリクを通って西のオンダロアに至る県道GI-638号線も改良された。

## 経済

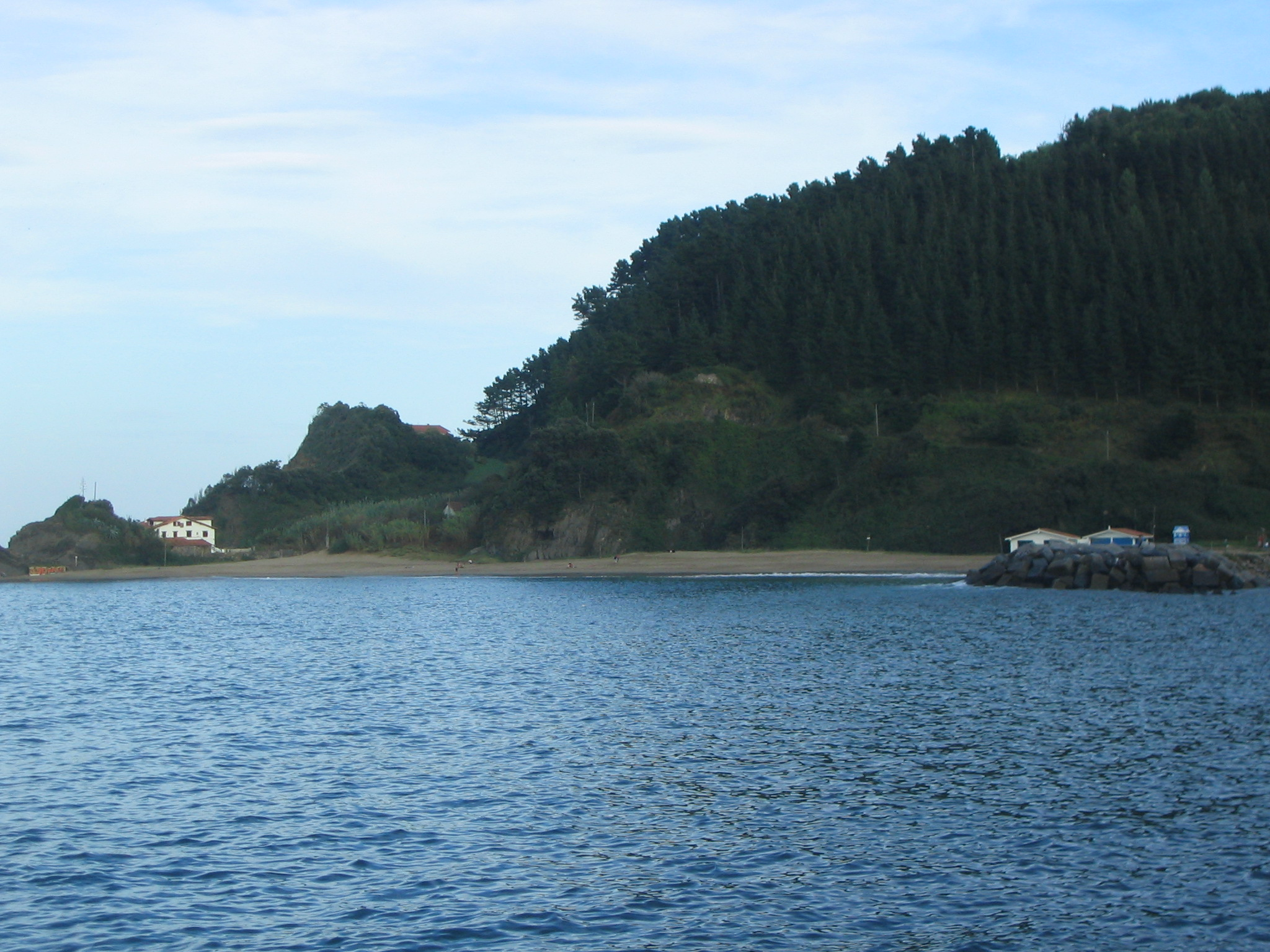
サトゥララン海岸

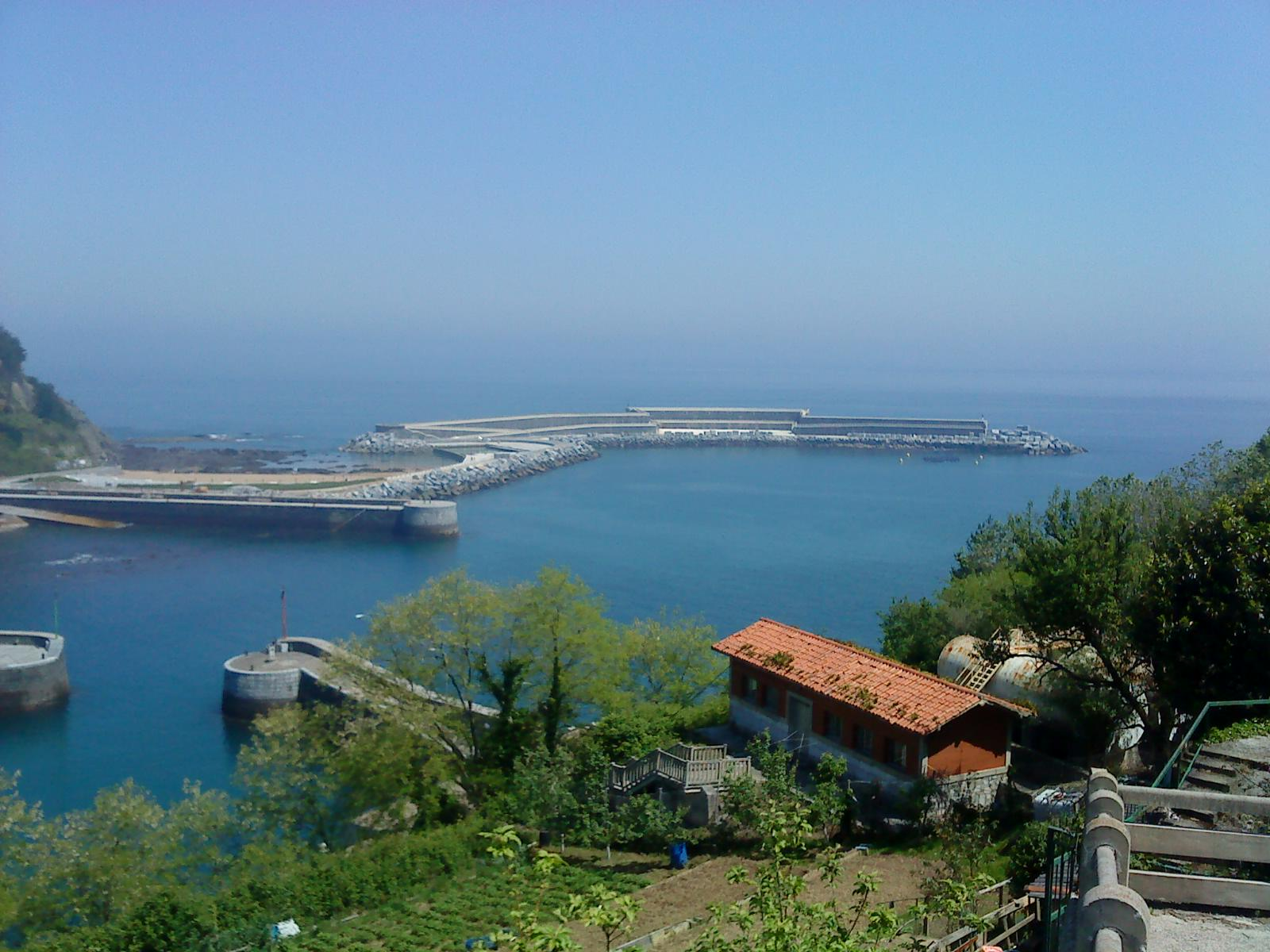
ムトゥリク波力発電所が設置された防波堤

### 第一次・第二次産業
ムスキスの経済においてはビスケー湾が大きな役割を持っている。歴史的にムスキス経済の主要な推進者となっていたのは漁業であり、缶詰工場に原料を供給していた。2000年代末から漁業部門は世界的な経済危機の影響を大きく受けており、現在も稼働している漁船は数隻しか残っていない。農村地域における農業は農家の自給自足および地元で消費される農作物を生産しており、余剰作物は地域の市場で販売される。少数の家畜も存在する。農村地域ではマツや他の針葉樹を用いた林業も行われている。
漁業部門への補助はまだ展開されている。歴史的に町の主要な産業だった缶詰工業は、地域内で販売される金属製品の工房に仕事を与えている。サトゥララン川沿いの平地は開発可能な土地を提供している。自治体内の主要な企業には、缶詰工業のユリタ・エ・イホス(Yurrita e Hijos)株式会社、医療器具製造のメテク・モトリク(Metec Motric)株式会社、身体障害者などを雇用しているカテアレガイア工房などがある。

### 第三次産業
ムトゥリクの第三次産業は極度に観光業に依存している。ムトゥリクにはいくつかのキャンプ場や多数のレストランがあり、近隣のデバを訪れる観光客の食事もまかなっている。大都市住民にとって人気のバカンス地にもなっている。

### 波力発電所
2011年7月8日にはムトゥリク波力発電所が商用発電を開始。この波力発電所は世界初の防波堤設置型波力発電所であり、マルチタービンを持つ。2008年にはポルトガル北部のポヴォア・デ・ヴァルジン近郊で世界初の商用波力発電所が稼働を開始しているが、技術的・経済的な問題によって2009年に営業を停止していた。
ムトゥリクの波力発電所の建設はバスク州政府産業省エネルギー局が主導し、欧州委員会による資金援助を受けて670万ユーロの予算で開始された。波の振動による圧力から空気振動を発生させ、空気振動でタービンを回転させる振動水柱型発電法が採用されている。2012年時点では計16のタービンが年間60万kW/hを発電しており、600人分の消費電力を賄っている。稼働開始から1年間で3,000人が波力発電所の見学に訪れており、観光スポットの一つにもなっている。2010年代において波力発電はまだ発展途上の再生可能エネルギーではあるが、ビスケー湾沿岸の他都市のモデル事例となっている。

## 人口
| ムトゥリクの人口推移 1900－2011                         |
|                                                         |
| 出典:INE（スペイン国立統計局）1900年 - 1991年、1996年 - |

## 政治
| 政党                                   | 2015   | 2015   | 2011   | 2011   | 2007   | 2007   |
| 政党                                   | 得票率 | 議席数 | 得票率 | 議席数 | 得票率 | 議席数 |
| EHビルドゥ(EH Bildu) / ビルドゥ(Bildu) | 40.66% | 6      | 56.86% | 8      | -      | -      |
| バスク民族主義党 (EAJ-PNV)             | 40.43% | 6      | 29.53% | 4      | 49.34% | 7      |
| ベルデアク＝ロス・ベルデス (B-LV)      | 13.01% | 1      | 8.69%  | 1      | 25.47% | 3      |
| バスク連帯 (EA)                        | -      | -      | -      | -      | 11.50% | 1      |

## 文化

### モニュメント

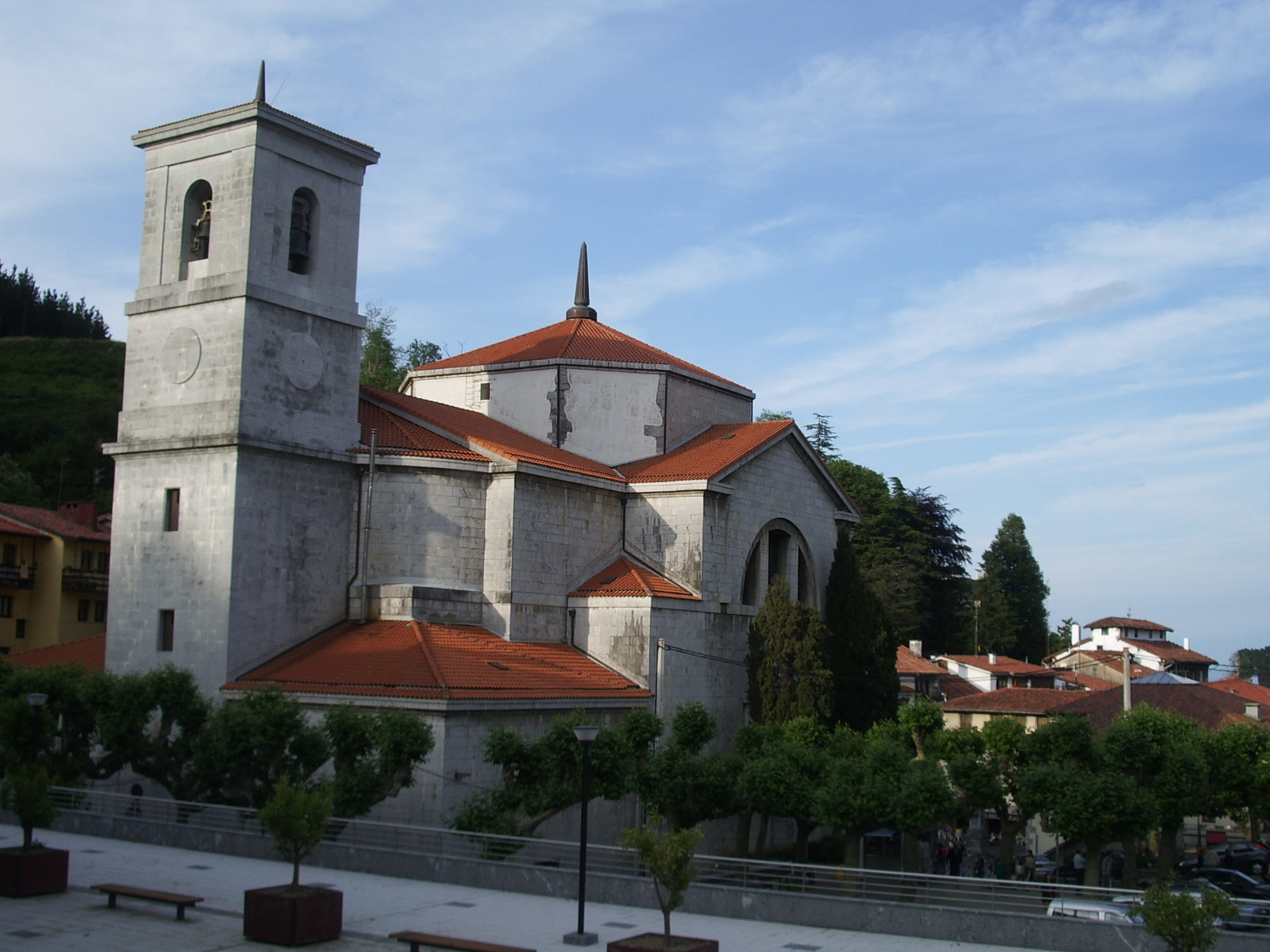
アスンシオンの聖母教会

- アスンシオンの聖母教会 : 新古典主義様式の教会。美しい階段やエル・グレコによって描かれたキリスト画がある。
- ガルドナ宮殿 : 印象的な紋章や大きく突き出した角の彫刻を持つバロック様式のファサードがある。
- 旧チュルカ邸 : 1731年にガスタニェタ将軍によって委託された。
- サビエル宮殿 : 16世紀の建築。印象的な庇や紋章を持つ。
- 新チュルカ邸 : チュルカ家の紋章を持つ18世紀の建築。コスメ・ダミアン・チュルカの生誕地。
- サアラ市場 : 18世紀の建築。かつては魚市場であり、今日には海軍施設となっている。
- ベリアチュアの塔 : 1553年以前の建築。黄色の砂岩が用いられており、扉や窓の木彫が印象的である。
- モンタリベット宮殿 : 建築家のイグナシオ・イベロによって18世紀に建設された。
- オラサラ＝ミスキア邸 : 石造のファサードは17世紀のものである。優れた紋章を持つ。
- アスティガリビアのサン・アンドレス教会（スペイン語版） : 馬蹄型の窓のアーチなどを持ち、プレロマネスク様式の要素を持つギプスコア県最古の建築物とされていた。その後の研究でこれらの要素は11世紀のものであることが明らかにされた。

### 祭礼
ムトゥリクで開催される祭礼には以下のものがある。
- ベルデル・エグナ（サバの日） : 一般的には4月第1土曜日。
- マレン・ジャイアク（マグダラのマリアの祭礼） : 7月21日-25日。
- カルバイショコ・ジャイアク（カルバリオの祭礼） : 9月14日-16日。
- ガバ・ベルツァ（漆黒の夜）: 10月31日に近い土曜日。ハロウィンの地元版である。

## 出身者
- フアン・ガンボア(15世紀): 将軍。

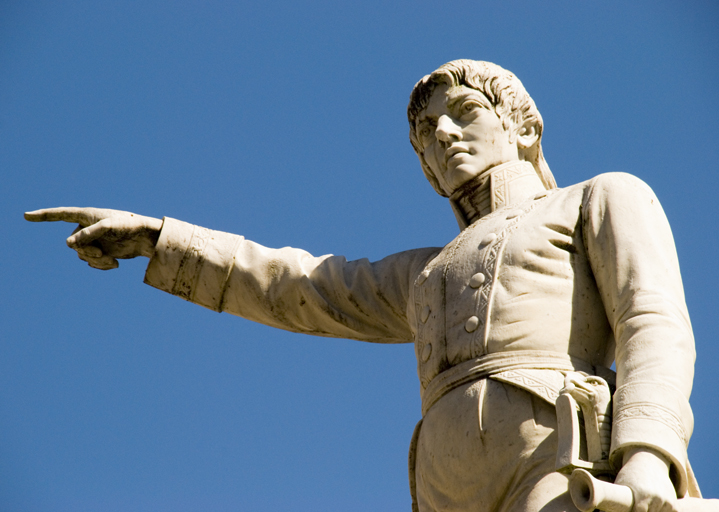
海を指さすコスメ・ダミアン・デ・チュルカの銅像

- フアン・アントン・デ・アスティガリビア(16世紀): 商人。
- ドミンゴ・デ・イルレ(16世紀): 海軍提督。マゼラン海峡でフランシス・ドレークと戦った。
- パスクアル・デ・イトゥリサ(16世紀): 建築家。
- エルナンド・デ・リサオラ(16世紀): 将軍。
- ペドロ・デ・リサオラ(16世紀): トリポリ司教。
- ドミンゴ・デ・ドルヌテギ(17世紀): 海軍提督。
- ロドリゴ・デ・ギリステギ(17世紀): 海軍提督。
- フアン・デ・イトゥリサ(17世紀): 海軍提督。
- ミゲル・ビダサバル(17世紀): 海軍提督。
- アントニオ・ガスタニェタ(1656-1728): 海軍提督。船舶建築家。
- コスメ・ダミアン・デ・チュルカ（スペイン語版） (1761-1805): 科学者・スペイン海軍准将。トラファルガーの戦いの英雄。
- フリアン・デ・チュルカ : 法曹・言語学者。スペイン独立戦争の英雄。
- フアン・バウティスタ・アシリョナ(1832-): 政治家。
- ホセ・デ・チュルカ(1791-1849): 判事・政治家。
- エバリスト・デ・チュルカ（スペイン語版）(1841-1917): エンジニア。
- フアン・デ・ランダ（スペイン語版）(1894-1968): 俳優。
- パチ・パゴアガ（スペイン語版）(1952-1995): ハンドボール選手。
- ホセ・アントニオ・アルコチャ・マルティハ(1911-1996): バスク語作家。
- サビノ・アンドネギ(1931-): サッカー選手・指導者。
- フランシスコ・チュルカ(1936-): ペロタ選手。
- ディオニシオ・ウレイスティ（スペイン語版） (1942-): サッカー選手。
- ギリェルモ・アンドネギ (1949-): 彫刻家。
- シリ・アンドネギ (1955-2011): 彫刻家。
- イマノル・アンドネギ (1958-): 彫刻家。
- フアン・カルロス・ペレス・ゴメス (1958-): ミュージシャン。Itoizのメンバー。
- ルシアノ・イトゥリノ（スペイン語版） (1963-): サッカー選手。
- ペイオ・アレイチュナンディア（スペイン語版） (1974-): 自転車競技選手。
- エスティチュ・アロセナ (1975-): ベルチョラリ（即興詩歌人）。
- アシエル・イジャラメンディ(1990-) : サッカー選手。